# Římskokatolická farnost Cínovec
Římskokatolická farnost Cínovec (lat. Zinnwalda) je církevní správní jednotka sdružující římské katolíky na území osady Cínovec a v jejím okolí. Organizačně spadá do teplického vikariátu, který je jedním z 10 vikariátů litoměřické diecéze.

## Historie farnosti
Farnost pochází z roku 1728. Matriky jsou vedeny od roku 1827.

### Duchovní správcové vedoucí farnost
Začátek působnosti jmenovaného v duchovní správě farnosti od:
- 1734   Mayer
- 1765   Josephus Franc. Strobel
- 1773   Carolus Jos. Litschka
- 1781   Ignat. Andre, † 9. 9. 1814
- 1815   par. vacat
- 1816   Joann. Anton. Günther, n. 11. 11. 1767 Georgenthal., o. 26. 7. 1791, † 21. 5. 1830
- 1827   Jacob. Gerlach, n. 29. 6. 1782 Eichsfeld. Duderstad., o. 30. 8. 1806, † 22. 10. 1866
- 1831   par. vacat, admin. int. Jos. Fiala
- 1832   Wenc. Ehrlich, n. 20. 2. 1789 Kleinpriessen, o. 7. 8. 1813, † 8. 8. 1866
- 1834   Joann. Jarsch, n. 7. 11. 1787 Gastorf, o. 29. 8. 1812, † 6. 9. 1855 Roudnice
- 1846   par. vacat, admin. Car. Kutscha
- 1847   Anton. Schnirl, n. 10. 8. 1784 Saluschicens., o. 1. 4. 1813, † 24. 8. 1861
- 1862   par. vacat, admin. int. Wenc. Brosche
- 1863   Daniel. Miersch, n. 30. 9. 1815 Seestadtl, o. 29. 7. 1842, † 27. 7. 1888
- 1864   par. vacat, admin. in temp. Joann. Mann
- 1867   Joann. Mann, n. 31. 5. 1817 Komotau, o. 15. 11. 1842, † 5. 3. 1901
- 1869   Franc. Benk, n. 28. 11. 1828 Kleinpriessen, o. 25. 7. 1853, † 9. 10. 1882
- 1883   Franc. Höfner, n. 12. 5. 1817 Liebeschitz prope Saaz, o. 19. 7. 1873, † 14. 6. 1890
- 1884   Jos. Passig, n. 13. 12. 1843 Buschullersdorf, o. 15. 7. 1868, † 4. 5. 1925
- 1888   Guilielm. Müller, n. 24. 1. 1843 Osegg, o. 15. 7. 1867, † 12. 11. 1892
- 1890   Wencesl. Fišer, n. 19. 12. 1851 Petrovic., o. 19. 7. 1879, † 23. 5. 1900
- 1897   par. vacat, admin. int. Car. Jos. Steiner
- 1898   Car. Jos. Steiner, n. 11. 3. 1863 Wegstädtl, o. 25. 3. 1888, † 26. 3. 1940
- 1908   Max. Baier, n. 22. 6. 1875 Heinersdorf, o. 15. 7. 1900, † 13. 12. 1918
- 1916   Augustin. Grohmann, n. 1. 9. 1880 Peterswald, o. 16. 7. 1905, † 26. 10. 1943
- 1. 9. 1941 par. vacat, admin. Ferd. Jos. Frigge
- 1. 10. 1945 Aemilian. Künstner
- 6. 12. 1946 Jan Kolář
- 1. 1. 1947 Jiří Brezan
- 17. 9. 1948 Jan Kolář
- 1. 5. 1952 Ferdinand Kramář
- 26. 9. 1953 František Janiš
- 3. 12.1955 Tomáš Pirný
- 1. 6. 1958 Josef Palme
- 1. 8. 1969 Alois Švec
- 15. 10. 1981 Jan Dudys
- 15. 11. 2010 Michael-Philipp Irmer
- 1. 10. 2011 Patrik Maturkanič, CFSsS, admin. exc. z Novosedlic[3]

Kromě kněží stojících v čele farnosti, působili ve farnosti v průběhu její historie i jiní kněží. Většinou pracovali jako farní vikáři, kaplani, katecheté, výpomocní duchovní aj.

## Území farnosti
Do farnosti náleží území obce:
- Cínovec (Zinnwald)[p 2]
- Přední Cínovec (Vorderzinnwald[2])[p 2]

## Římskokatolické sakrální stavby a místa kultu na území farnosti
| | Fotografie | Stavba                         | Místo          | Bohoslužby                      | Zeměpisné souřadnice             | Status                            | Číslo kulturní památky                       |
| Kostel | Kostel     | Kostel                         | Kostel         | Kostel                          | Kostel                           | Kostel                            | Kostel                                       |
| --- | ---------- | ------------------------------ | -------------- | ------------------------------- | -------------------------------- | --------------------------------- | -------------------------------------------- |
| 1. |            | Kostel Nanebevzetí Panny Marie | Cínovec        | bližší informace o bohoslužbách | 50°43′58″ s. š., 13°46′34″ v. d. | farní kostel                      | 43509/5-2575 (Pk•MIS•Sez•Obr•WD) (Q24045064) |
| Kaple |            |                                |                |                                 |                                  |                                   |                                              |
| 2. |            | Kaple Navštívení Panny Marie   | Přední Cínovec | Nelze sloužit                   | 50°43′44″ s. š., 13°48′50″ v. d. | mezi lety 1957-1959 zbořená kaple | —                                            |
| Některé drobné sakrální stavby a pamětihodnosti lze dohledat zde v databázi Drobné sakrální památky Zaniklé sakrální stavby lze dohledat zde v databázi Poškozené a zničené kostely, kaple a synagogy v České republice |            |                                |                |                                 |                                  |                                   |                                              |

Ve farnosti se mohou nacházet i další drobné sakrální stavby, místa římskokatolického kultu a pamětihodnosti, které neobsahuje tato tabulka.

## Příslušnost k farnímu obvodu
Z důvodu efektivity duchovní správy byl vytvořen farní obvod (kolatura) farnosti Novosedlice, jehož součástí je i farnost Cínovec, která je tak spravována excurrendo.